# Walter Henn (Politiker)
Walter Henn (* 27. Januar 1927 in Klarenthal; † 16. Oktober 2004 in Saarbrücken) war ein deutscher Politiker (FDP/DPS).

## Leben
Henn beantragte am 22. Februar 1944 die Aufnahme in die NSDAP und wurde zum 20. April desselben Jahres aufgenommen (Mitgliedsnummer 9.929.014). Während seines Studiums der Rechtswissenschaft war er 1951 Mitgründer der Burschenschaft Germania Saarbrücken. Er promovierte im Jahr 1959 in Saarbrücken mit der Schrift „Die verfassungsrechtliche Lage des Saarlandes während der Übergangszeit“. Henn gehörte der FDP/DPS, deren stellvertretender Landesvorsitzender er lange Jahre war, seit Mitte der 50er Jahre an. Er engagierte sich im Vorfeld der Abstimmung über das Europäische Saarstatut für die Eingliederung des damals autonomen Saarlandes in die Bundesrepublik.
Im Jahr 1967 wurde Henn zum Landrat des Landkreises Saarbrücken gewählt. Er hatte die Position bis zur Auflösung des Landkreises 1974 inne. Kommissarisch übernahm er daraufhin für kurze Zeit das Amt des Präsidenten des neu geschaffenen Stadtverbands Saarbrücken.
Henn, der zwischenzeitlich dem Vorstand des Energieversorgers VSE angehörte, wurde am 11. Oktober 1983 zum saarländischen Minister für Wirtschaft, Verkehr und Landwirtschaft ernannt (Kabinett Zeyer II). Er wurde damit Nachfolger von Edwin Hügel. Nachdem bekannt geworden war, dass Henn auch nach der Amtsübernahme weiterhin Gehälter von der VSE bezog, erklärte er im Dezember 1983 seinen Rücktritt.

## Ehrungen
Henn wurde am 19. Januar 1976 mit dem Saarländischen Verdienstorden ausgezeichnet.